# Conferencia sobre la Seguridad y la Cooperación en Europa
La Conferencia sobre la Seguridad y Cooperación en Europa (CSCE) o Conferencia de Helsinki tuvo lugar en Helsinki (Finlandia) a lo largo de varias sesiones entre el 3 de julio de 1973 y la decisiva tercera sesión del 30 de julio al 1 de agosto de 1975; entre los Estados Unidos de América, Canadá, la Unión de Repúblicas Socialistas Soviéticas y todos los países europeos (incluyendo a Turquía y excluyendo a Albania y Andorra).
Culminó con la trascendental Acta final de la Conferencia sobre la Seguridad y Cooperación en Europa conocida también como Acta final de Helsinki, Acuerdos de Helsinki o Declaración de Helsinki. Fue firmada por 35 países. Es el punto de partida de la Organización para la Seguridad y la Cooperación en Europa (OSCE). Sin embargo, el acta no fue vinculante puesto que no tenía estatus de tratado.
La Conferencia tuvo reuniones posteriores, que tuvieron lugar en Belgrado (4 de octubre de 1977 - 8 de marzo de 1978), Madrid (11 de noviembre de 1980 - 9 de septiembre de 1983), y Viena (4 de noviembre de 1986 - 19 de enero de 1989). La Cumbre de París de 1990 puede considerarse como punto final de la Conferencia, por la desaparición del bloque del este.

## Contenido del Acta de Helsinki
Los puntos principales enumerados en el Acta fueron:
1. Igualdad soberana, respeto de los derechos inherentes a la soberanía
2. Abstención de recurrir a la amenaza o al uso de la fuerza
3. Inviolabilidad de las fronteras
4. Integridad territorial de los estados
5. Arreglo de las controversias por medios pacíficos
6. Principio de no intervención en los asuntos internos de los estados.
7. Respeto de los derechos humanos y de las libertades fundamentales
8. Derecho a la igualdad y derecho a la autodeterminación de los pueblos
9. Cooperación entre los estados
10. Cumplimiento de buena fe de las obligaciones del derecho internacional

También buscaba mejorar las condiciones de los periodistas y ampliar los intercambios culturales. La cuarta canasta abordaba los procedimientos para supervisar la implementación y planificar futuras reuniones.

## Significado del Acta de Helsinki
En el momento de la firma, el documento se vio al mismo tiempo como un paso significativo para reducir las tensiones de la guerra fría (la llamada distensión), y como un triunfo diplomático de la Unión Soviética, debido a las cláusulas de inviolabilidad de las fronteras nacionales y el respeto para la integridad territorial, que reconocían por primera vez las incorporaciones territoriales de la Unión Soviética en el Este de Europa tras la Segunda Guerra Mundial.
No obstante, la parte dedicada a los derechos humanos proporcionó las bases para el funcionamiento del Grupo de Helsinki en Moscú (Moscow Helsinki Group), una ONG independiente creada para vigilar el cumplimiento de los Acuerdos de Helsinki. Desde 1996, el Grupo de Helsinki moscovita lo encabeza Liudmila Alekséyeva. El Grupo de Helsinki se extendió con la creación de varios comités regionales, que acabaron formando la Federación Internacional de Helsinki y Human Rights Watch. Aunque se supone que vigilaban el cumplimiento del Acta por todos sus signatarios, el foco de su atención era su aplicación en la Unión Soviética y sus aliados del Pacto de Varsovia, dando respaldo internacional a los grupos disidentes.
Albania rehusó participar en la conferencia, argumentando lo siguiente su líder Enver Hoxha: 

Todos los estados satélites de los soviéticos (con la posible excepción de los búlgaros) quieren romper las cadenas del Tratado de Varsovia, pero no pueden. Entonces, su única esperanza es que el documento de Helsinki les permita, eso es, fortalecer su amistad con los Estados Unidos de América y el Occidente, para buscar inversionistas de ellos en la forma de créditos e importaciones de su tecnología sin restricciones, para permitirle a la iglesia ocupar su antiguo lugar, para profundizar la degeneración moral, para incrementar el anti-sovietismo, y que el Tratado de Varsovia permanezca como un cascarón vacío.
Enver Hoxha

### Libertad de información
Estados Unidos había solicitado una disposición que prohibiera las interferencias de radio, pero no logró consenso debido a la oposición soviética. A pesar de ello, Occidente creía que las interferencias eran ilegales según el texto acordado para la "expansión de la difusión de información transmitida por radio". La Unión Soviética creía que las interferencias eran una respuesta legalmente justificada a las emisiones que, según ellos, violaban el propósito general de los Acuerdos de Helsinki de "satisfacer el interés del entendimiento mutuo entre los pueblos y los objetivos establecidos por la Conferencia".

## Recepción e impacto
El documento se consideró un paso significativo para reducir las tensiones de la Guerra Fría y un importante impulso diplomático para la Unión Soviética en aquel momento, gracias a sus cláusulas sobre la inviolabilidad de las fronteras nacionales y el respeto a la integridad territorial, que consolidaron las conquistas territoriales de la URSS en Europa Central tras la Segunda Guerra Mundial . Considerando las objeciones de Canadá, España, Irlanda y otros Estados, el Acta Final simplemente declaró que las «fronteras» en Europa debían ser estables, pero podían modificarse por medios internos pacíficos El presidente estadounidense Gerald Ford también reafirmó que la política estadounidense de no reconocimiento de la incorporación forzada de los Estados bálticos ( Lituania, Letonia y Estonia) a la Unión Soviética no había cambiado.  Los líderes de otros estados miembros de la OTAN hicieron declaraciones similares.
Sin embargo, la sección del acuerdo sobre derechos civiles sentó las bases para el trabajo de Helsinki Watch, una organización no gubernamental independiente creada para supervisar el cumplimiento de los Acuerdos de Helsinki (que evolucionó en varios comités regionales, formando finalmente la Federación Internacional de Helsinki y Human Rights Watch ). Si bien estas disposiciones se aplicaban a todos los firmantes, la atención se centró en su aplicación a la Unión Soviética y sus aliados del Pacto de Varsovia, entre ellos Bulgaria, Checoslovaquia, la República Democrática Alemana (Alemania Oriental), Hungría, Polonia y Rumanía . La propaganda soviética presentó el Acta Final como un gran triunfo para la diplomacia soviética y para Brézhnev personalmente.
En la práctica, el gobierno soviético restringió significativamente el estado de derecho, las libertades civiles, la protección de la ley y las garantías de propiedad, que eran consideradas ejemplos de "moral burguesa" por teóricos del derecho soviético como Andrey Vyshinsky. La Unión Soviética firmó documentos de derechos humanos legalmente vinculantes, pero no eran ampliamente conocidos ni accesibles para las personas que vivían bajo el régimen comunista, ni eran tomados en serio por las autoridades comunistas. Los activistas de derechos humanos en la Unión Soviética fueron sometidos regularmente a acoso, represión y detenciones.
Según el experto en la Guerra Fría John Lewis Gaddis en su libro La Guerra Fría: Una nueva historia (2005), "Leonid Brezhnev esperaba, recuerda Anatoly Dobrynin, la 'publicidad que obtendría... cuando el público soviético se enterara del acuerdo final sobre las fronteras de la posguerra por las que tanto se habían sacrificado'... 'En cambio, los Acuerdos de Helsinki se convirtieron gradualmente en un manifiesto del movimiento disidente y liberal'... Lo que esto significaba era que las personas que vivían bajo estos sistemas comunistas — menos los más — podían reclamar permiso oficial para decir lo que pensaban".
La entonces República Popular de Albania se negó a participar en los Acuerdos. Su líder, Enver Hoxha, argumentó: «Todos los aliados de la Unión Soviética, con la posible excepción de los búlgaros, quieren romper las ataduras del Tratado de Varsovia, pero no pueden. Entonces, su única esperanza es la que les permite el documento de Helsinki, es decir, fortalecer su amistad con los Estados Unidos y Occidente, buscar inversiones de ellos en forma de créditos e importaciones de su tecnología sin restricciones, permitir que la Iglesia ocupe su lugar anterior, profundizar la degeneración moral, aumentar el antisoviético, y el Tratado de Varsovia seguirá siendo un cascarón vacío».
Los Acuerdos de Helsinki sirvieron de base para la posterior Organización para la Seguridad y la Cooperación en Europa (OSCE), establecida en 1995 en virtud de la Carta de París de 1990.

## Países firmantes originales
| - Alemania Occidental - Alemania Oriental - Austria - Bélgica - Bulgaria - Canadá - Checoslovaquia - Chipre - Dinamarca - España - Estados Unidos - Finlandia | - Francia - Grecia - Hungría - Irlanda - Islandia - Italia - Liechtenstein - Luxemburgo - Malta - Mónaco - Noruega - Países Bajos | - Polonia - Portugal - Reino Unido - Rumania - San Marino - Suecia - Suiza - Turquía - Unión Soviética - Santa Sede - Yugoslavia |

Aunque Albania no fue uno de los firmantes originales, se convirtió en firmante en septiembre de 1991.

## No se debe confundir con
La Declaración de Helsinki de 1964, de contenido científico, sobre principios de experimentación humana.
- Datos: Q318161
- Multimedia: Helsinki Accords / Q318161